# Federação de Futebol do Distrito Federal
De Federação de Futebol do Distrito Federal (Nederlands: Voetbalfederatie van het Federaal District) werd opgericht op 16 maart 1959 als Federação Brasiliense de Futebol en controleert alle officiële voetbalcompetities in het Federaal District. De federatie vertegenwoordigt de voetbalclubs bij de overkoepelende CBF en organiseert de Campeonato Brasiliense. Op 19 november 2015 werd de huidige naam aangenomen. 
Acre · Alagoas · Amapá · Amazonas · Bahia · Ceará · Espírito Santo · Federaal District · Goiás · Maranhão · Mato Grosso · Mato Grosso do Sul · Minas Gerais · Pará · Paraíba · Paraná · Pernambuco · Piauí · Rio de Janeiro · Rio Grande do Norte · Rio Grande do Sul · Rondônia · Roraima · Santa Catarina · São Paulo · Sergipe · Tocantins